# Канапа (ресторан)
«Канапа» — ресторан української кухні, який знаходиться в дерев’яній садибі XIX століття на Андріївському узвозі у місті Київ. Відкритий Дмитром Борисовим спільно з Олегом Скрипкою у 2013 році.
Заклад двічі отримував премію «Сіль» як найкращий ресторан української кухні (у 2016 і 2019 роках). У 2018 році автори ресторанного путівника Мішлен високо оцінили шеф-кухаря ресторану «Канапа» Ярослава Артюха. На сайті путівника написали про те, як він модернізує традиційну українську кухню і вдихає у неї нове життя. 
У 2019 році відвідати «Канапу» радило британське видання The Independent. У 2020 році журнал «НВ» назвав заклад одним зі 100 найкращих ресторанів України. 